# Herz-Jesu-Kirche (Thale)

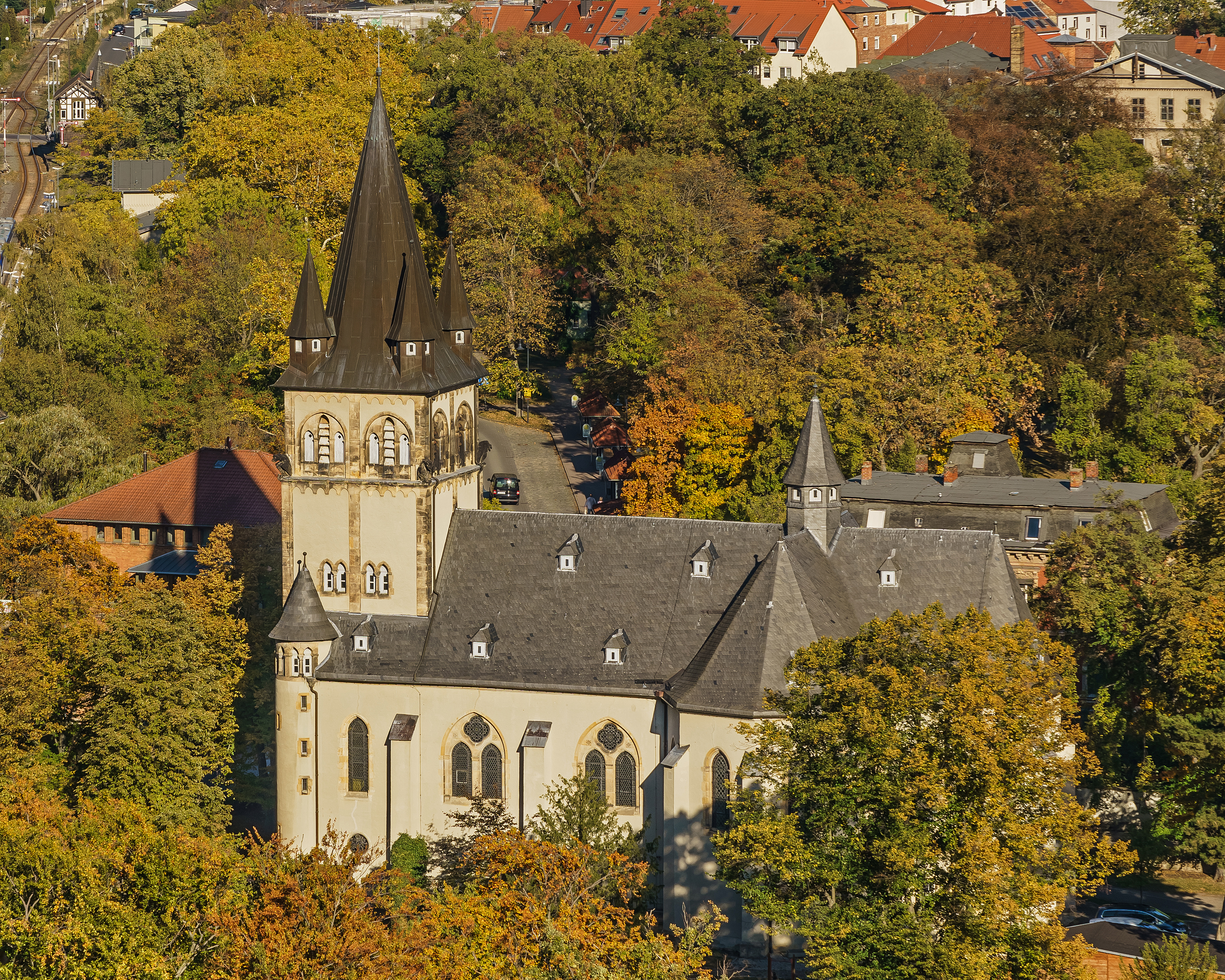
Herz-Jesu-Kirche

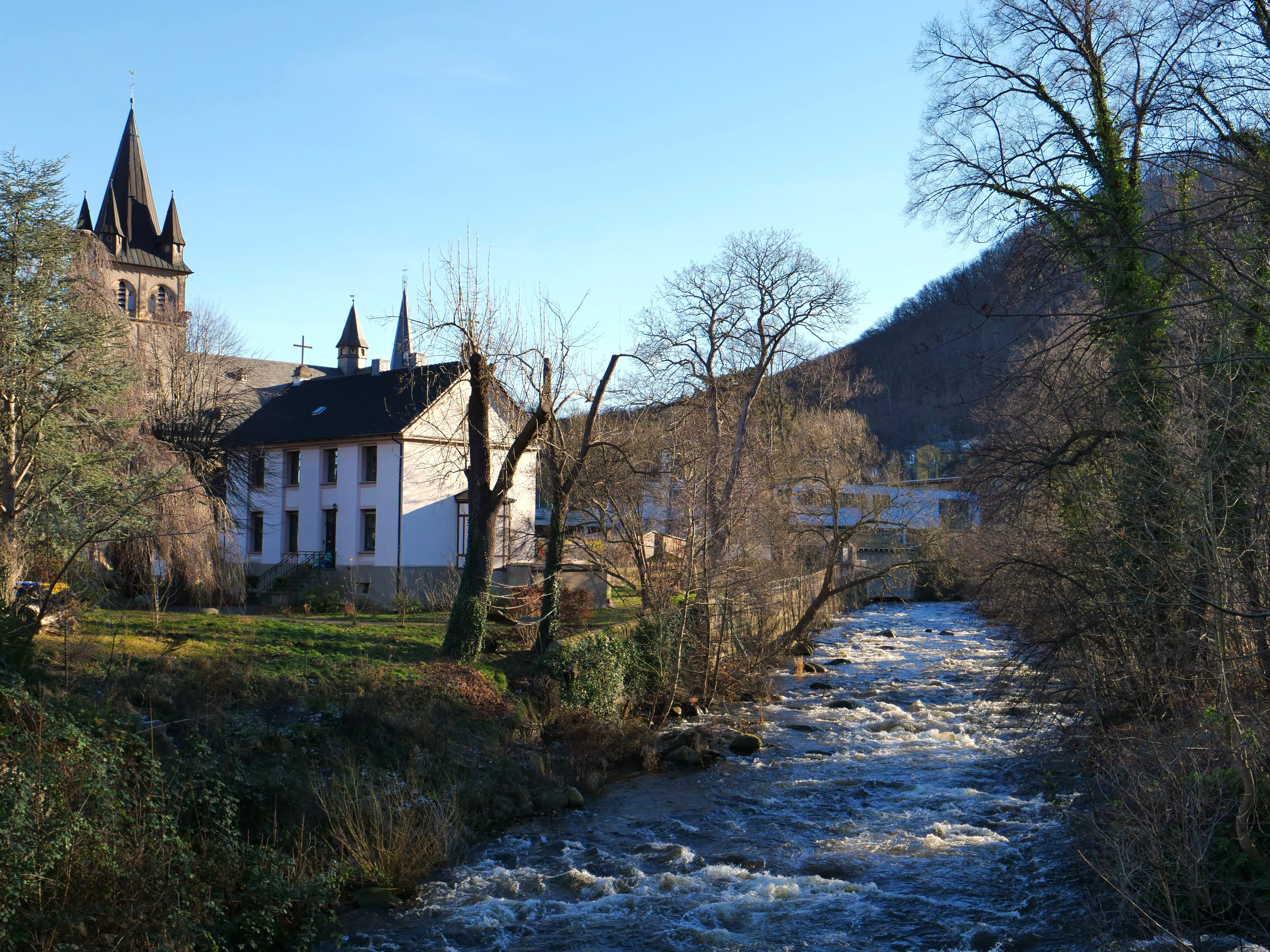
Bode, Herz-Jesu-Kirche und Pfarrhaus

Die Herz-Jesu-Kirche (ⓘ) ist die römisch-katholische Kirche in Thale, einer Stadt im Landkreis Harz in Sachsen-Anhalt. Sie ist im Denkmalverzeichnis des Landes Sachsen-Anhalt unter der Erfassungsnummer 094 45353 als Baudenkmal aufgeführt. Die nach dem Heiligsten Herz Jesu benannte Kirche gehört zur Pfarrei „St. Mathilde“ mit Sitz in Quedlinburg, im Dekanat Halberstadt des Bistums Magdeburg.

## Geschichte
Das Baugrundstück für die Kirche wurde bereits am 1. April 1901 vom Hüttenwerk Thale erworben, nachdem die Kirchengemeinde Thale von Wilhelm Josef Nagel aus Erfurt im Jahre 1899 ein größeres Vermächtnis erhalten hatte. Mit dem Bau der Kirche wurde im August 1911 begonnen, nachdem ein erster Kirchbau am Obersteigerweg nicht fertiggestellt werden konnte. Die Einweihung der Herz-Jesu-Kirche folgte am 10. Juni 1913 durch Bischof Karl Joseph Schulte aus dem Bistum Paderborn, zu dem Thale damals gehörte. Nach dem Bau der Kirche wurde die bisher genutzte Hüttenkapelle 1913 zum katholischen Pfarrhaus umgebaut.

## Architektur

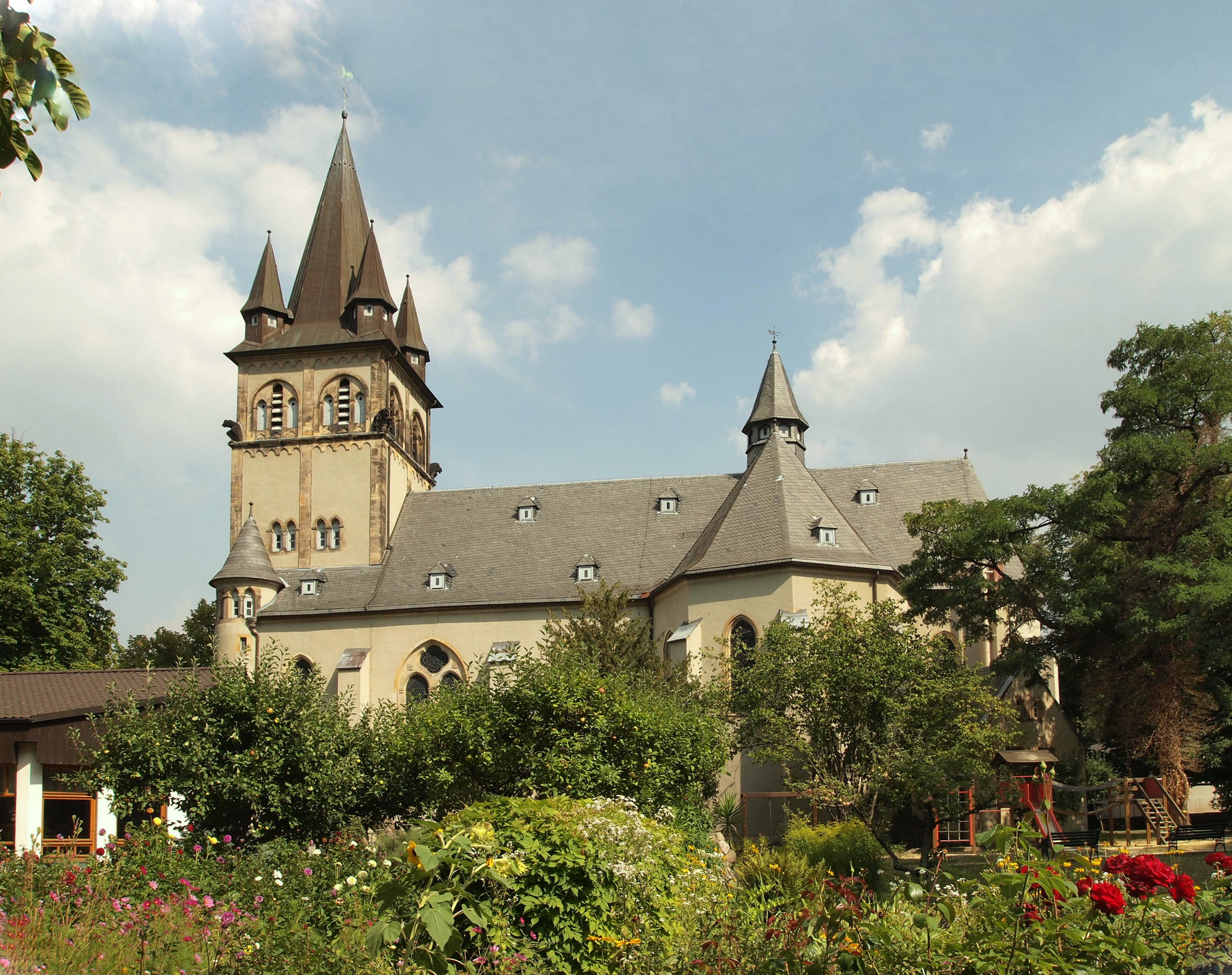
Westseite der Kirche

Die Kirche steht an der Walther-Rathenau-Straße (früher Kaiserstraße), sie entstand nach einem Entwurf des Paderborner Diözesanbaumeisters Arnold Güldenpfennig. Die dem Übergangsstil nachempfundene Kirche verfügt über einen Kirchsaal in Form eines Kreuzes. Das in der Nähe der Bode gelegene wuchtig wirkende Kirchengebäude ist in Nord-Süd-Richtung ausgerichtet. Der Baukörper ist verputzt, wobei jedoch die zu einer reichen Gliederung in großer Zahl bestehenden architektonischen Details durch Werksteinarbeiten herausgehoben wurden.
Der Kirchturm befindet sich an der Nordseite des Gebäudes. Zu seinen Füßen liegt auch der Hauptzugang zur Kirche, der als durch einen Spitzbogen führendes Stufenportal gestaltet ist. Über dem Portal im Tympanon ist Christus in der Mandorla, begleitet von Engeln dargestellt. Hierüber befindet sich ein Radfenster. Am Dach des Kirchturms befinden sich vier kleine Wichhäuschen. Die an der Glockenstube bestehenden Schallarkaden sind dreibahnig.
Im Süden geht das Kirchenschiff in einen Gebäudeteil mit kleeblattförmigen Grundriss, einem Trikonchos über.

## Innengestaltung

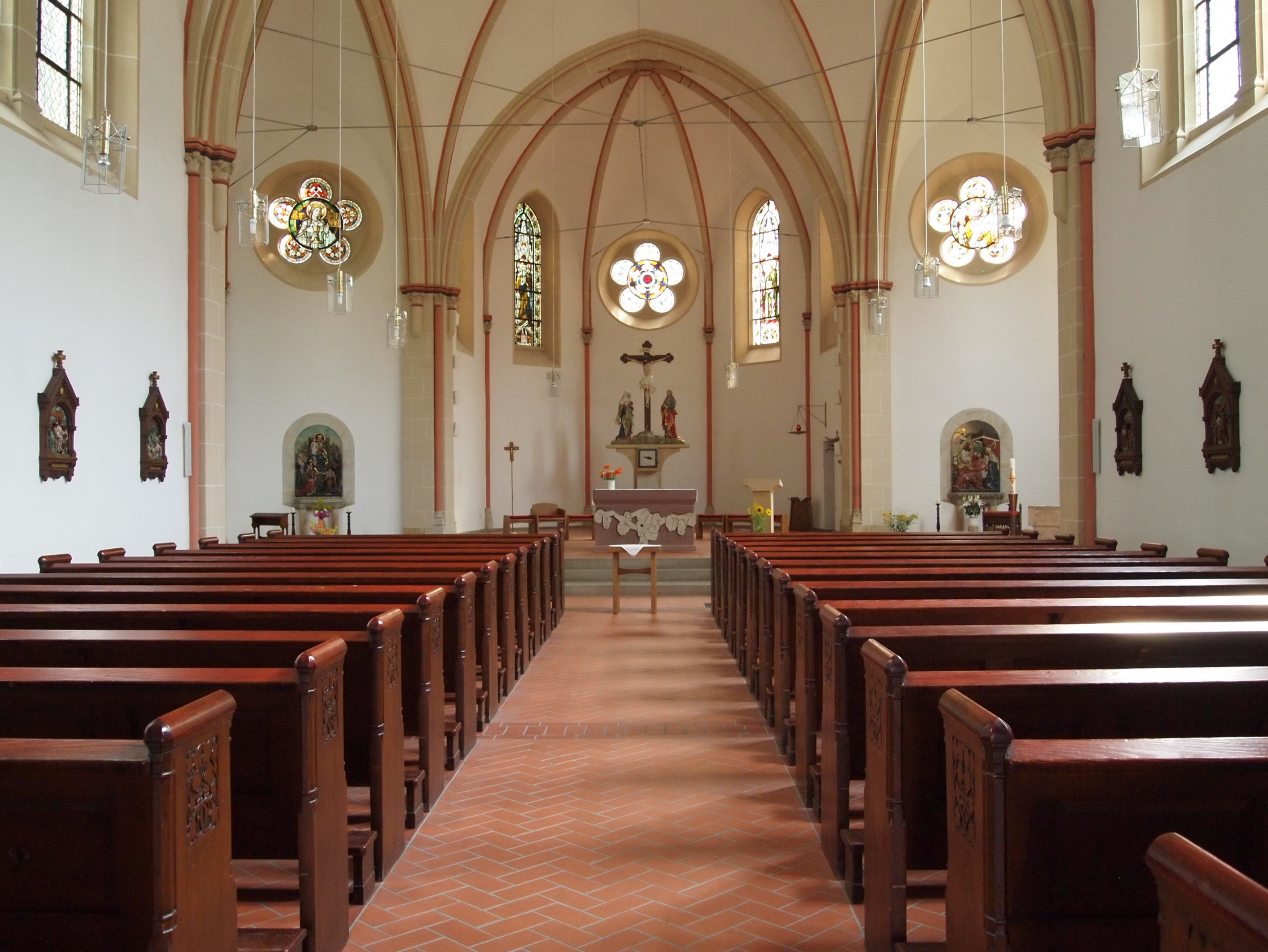
Innenraum der Kirche

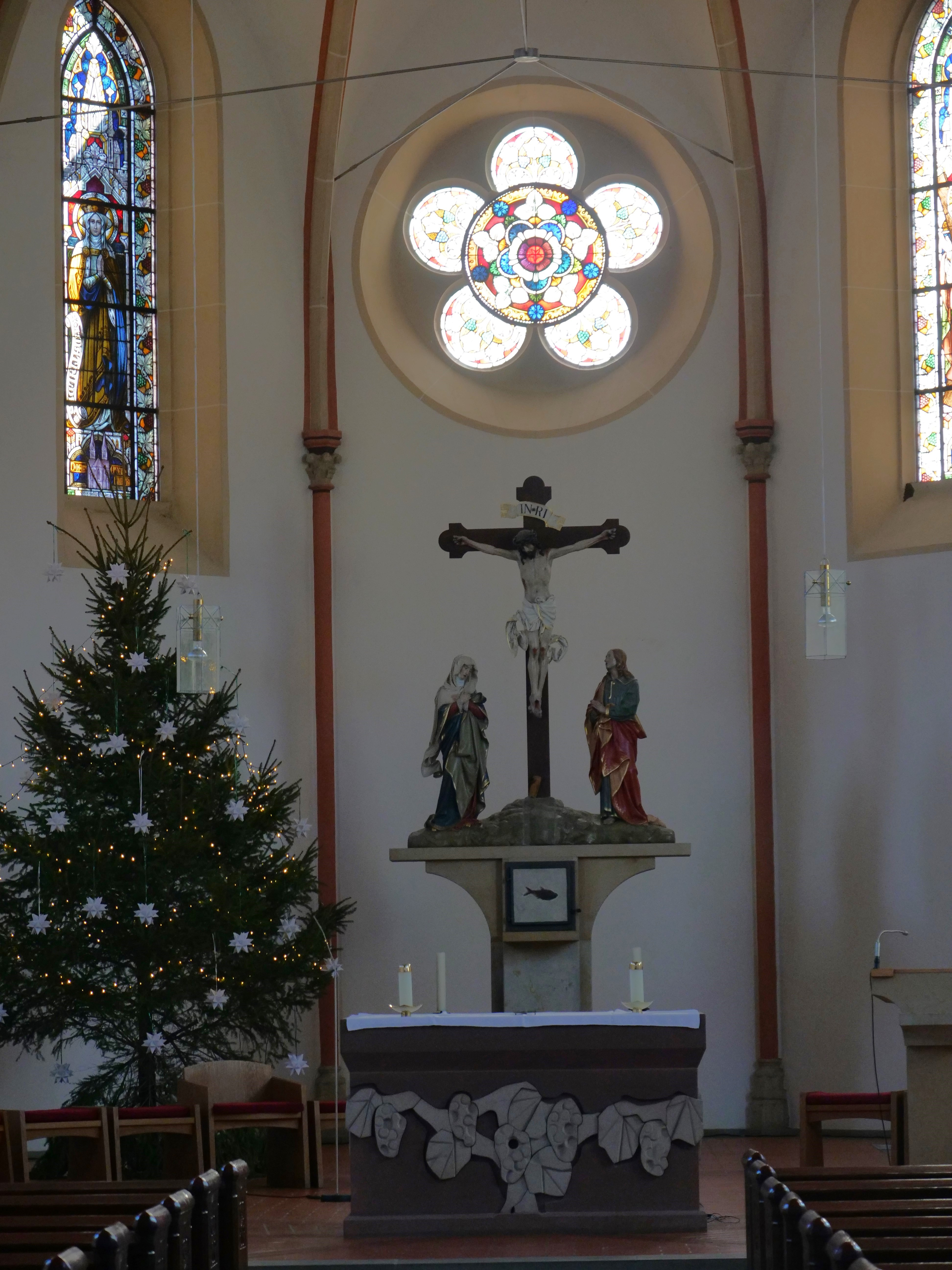
Altar mit Kreuzigungsgruppe

Im Inneren ist die Kirche eher schlicht. Die Decke ist als Kreuzrippengewölbe ausgeführt.
Im Chor befinden sich von der Glasmalereianstalt Ferdinand Müller aus Quedlinburg im Jahre 1911 gestaltete Bildfenster, sie zeigen die heiligen Barbara von Nikomedien, die Schutzpatronin der Berg- und Hüttenleute, Königin Mathilde, der Schutzpatronin der Quedlinburger Mutterpfarrei von Thale, Apostel den Andreas und Josef von Nazaret. Ein weiteres Fenster, das sich im Eingangsbereich der Kirche befindet, widmet sich der Auferstehung Jesu Christi. Es wurde 1967 von der Glasmalereianstalt Ferdinand Müller geschaffen.
Der Altarraum wird von einer Kreuzigungsgruppe dominiert. Der Altar, auf dem Weinreben dargestellt sind, kam im Jahre 2003 aus der Kathedrale St. Sebastian in Magdeburg nach Thale und wurde im November 2003 durch Bischof Leo Nowak in der Herz-Jesu-Kirche konsekriert. Die beiden Seitenaltäre von 1926 sind mit Gipsreliefs ausgestattet, diese stellen Maria mit dem Jesuskind sowie Josef von Nazaret, der Schutzpatron der Sterbenden, auf seinem Sterbebett dar. Die 14 Kreuzwegstationen hängen an den Seitenwänden der Kirche. Vor einer Pietà können Opferkerzen aufgestellt werden.
Die Orgel ist ein Werk der Eggert Orgelbau-Anstalt. Das Instrument hat 58 Register auf zwei Manualwerken.

## Gemeinde
Im 16. Jahrhundert wurde Thale durch die Reformation protestantisch geprägt. Nachdem das Hüttenwerk in Thale 1872 in eine Aktiengesellschaft umgewandelt wurde, kam es zu einem starken Wachstum des Unternehmens und infolgedessen zu einem erhöhten Bedarf an Arbeitskräften. Dadurch ließen sich in Thale wieder Katholiken in größerer Zahl nieder. 1875 wohnten in Thale 45 Katholiken.
Die erste heilige Messe seit der Reformation in Thale fand am 6. August 1893 im Saal des Gasthauses Zum Deutschen Kaiser statt, das inzwischen abgerissen wurde. Zelebrant war Pfarrer Wilhelm Stieren aus Quedlinburg. Am 5. August 1895 wurde in Thale eine einklassige katholische Schule eröffnet, die im Nationalsozialismus Ostern 1939 geschlossen wurde. 1896 stellte das Hüttenwerk einen Raum als Klassenraum für die katholische Schule zur Verfügung, in dem auch die katholischen Gottesdienste stattfanden.

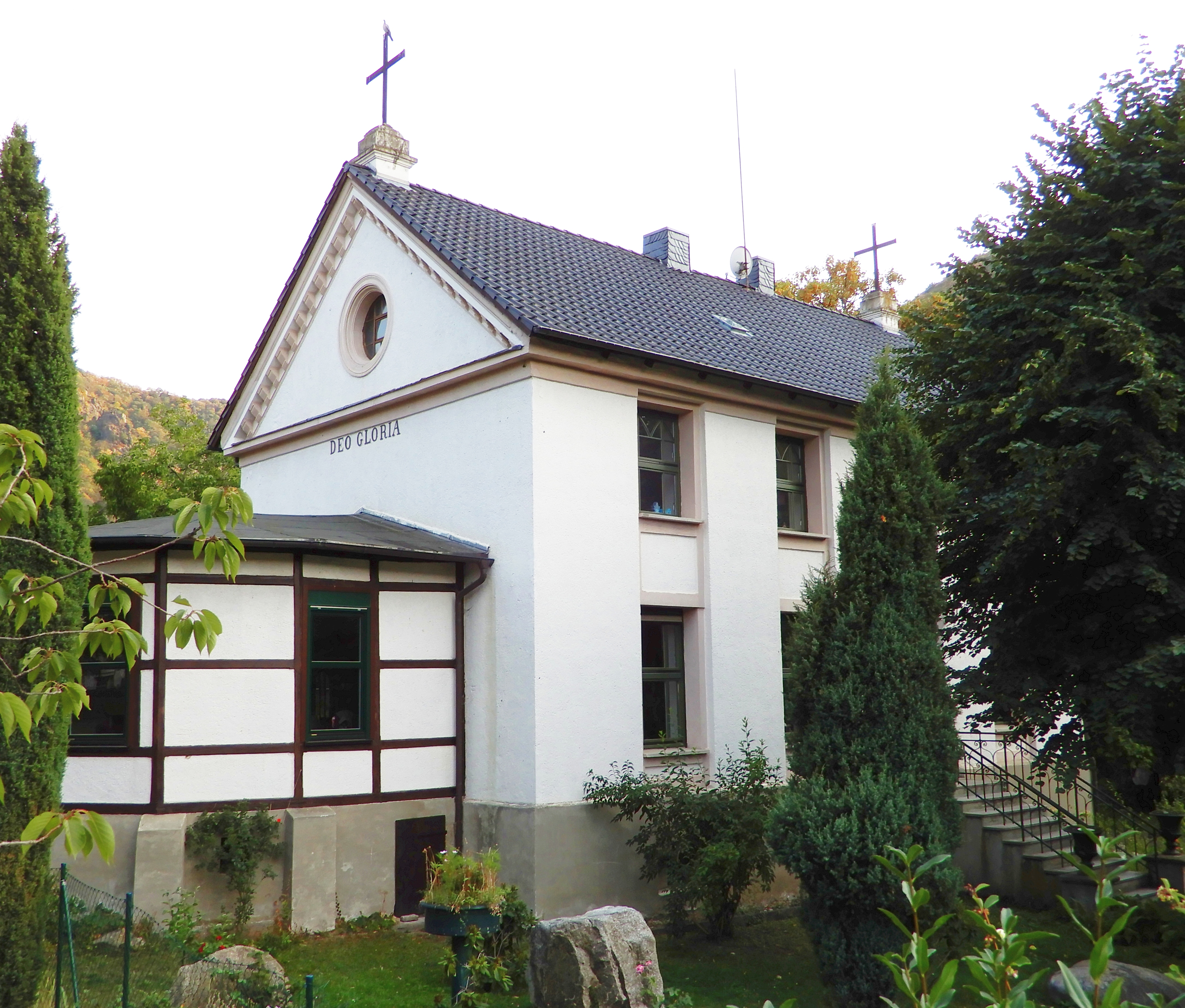
Pfarrhaus (2018)

Am 27. März 1899 wurde der Priester Franz Rieke zum Missionsvikarieverweser von Thale ernannt, womit Thale erstmals einen ortsansässigen katholischen Geistlichen bekam. Seine Gottesdienste hielt er zunächst in einem Raum des Hüttenwerkes. 1899 kam es innerhalb der Pfarrei Quedlinburg zur Gründung einer Kirchengemeinde in Thale, die für ihre Gottesdienste noch im selben Jahr die Hüttenkapelle erwarb, die 1842, nach anderer Quelle erst 1856, vom Bergrat und Hüttenmeister Johann Karl Benninghaus, dem damaligen Inhaber des Hüttenwerkes, als protestantische Kapelle erbaut worden war. 1862, nach anderer Quelle erst 1864, ging das Hüttenwerk und damit auch seine Kapelle in den Besitz von Emil Soltmann über.
1907 erwarb die Pfarrei Quedlinburg in Thale am Obersteigerweg ein Grundstück, indem ein Teil des Grundstücks, das bereits am 1. April 1901 angekauft worden war, der politischen Gemeinde Thale überlassen wurde. Dort wurde mit dem Bau einer vom Architekten Franz Mündelein entworfenen Kirche begonnen, die jedoch wegen Mängeln von der Bauaufsichtsbehörde gesperrt wurde.
Zum 1. September 1909 wurde die zur Pfarrei Quedlinburg gehörende Filialkirchengemeinde Thale errichtet. 1913 gehörten zur Filialkirchengemeinde Thale bereits 1850 Katholiken, damit hatte sie bereits eine größere Mitgliederzahl aufzuweisen als ihre Mutterpfarrei Quedlinburg. Durch den Ersten Weltkrieg verzögerte sich Erhebung der Filialkirchengemeinde Thale zu einer selbstständigen Pfarrei, die erst am 1. November 1921 erfolgte. Zu ihr gehörten neben Thale auch die Ortschaften Friedrichsbrunn, Neinstedt und Stecklenberg.
Nachdem sich im Zuge der Flucht und Vertreibung Deutscher aus Mittel- und Osteuropa 1945–1950 weitere Katholiken im Raum Thale niedergelassen hatten, kam es 1947 zur Gründung der Kuratie Neinstedt, die zur Pfarrei Herz Jesu gehörte. Zur Errichtung eines katholischen Gotteshauses kam es in Neinstedt jedoch nicht, die katholischen Gottesdienste in Neinstedt fanden in der evangelischen St.-Katharinen-Kirche statt. Später wurde die Kuratie Neinstedt wieder aufgelöst.
Die Pfarrei Herz Jesu gehörte zu dem am 1. März 2006 errichteten Gemeindeverbund Quedlinburg–Hedersleben–Thale, wobei St. Mathilde in Quedlinburg die Pfarradministration oblag. Damals gehörten rund 470 Katholiken zur Pfarrei Thale. Auch das ehemalige Forsthaus Eggerode bei Wienrode, welches die Deutsche Pfadfinderschaft Sankt Georg (DPSG) 1991 von der Treuhandanstalt erworben hatte und das heute als Diözesanzentrum der DPSG im Bistum Magdeburg dient, gehörte zum Einzugsgebiet der Pfarrei Thale. Aus dem Gemeindeverbund entstand am 2. Mai 2010 die heutige Pfarrei „St. Mathilde“ mit Sitz in Quedlinburg, zu der die Herz-Jesu-Kirche in Thale als Filialkirche gehört. Damit kam Thale wieder zu seiner Mutterpfarrei zurück, die Pfarrei Thale wurde in diesem Zusammenhang aufgehoben.
Pfarrer i. R. Wolfgang Janotta (1935–2012) hat sich am 1. April 2012 ins Goldene Buch der Stadt Thale für sein Lebenswerk eingetragen. 2016 gehören rund 450 Katholiken zum Einzugsgebiet der Kirche.